# Jacques-Émile Blanche
Jacques-Émile Blanche (Parigi, 31 gennaio 1861 – Offranville, 30 settembre 1942) è stato un pittore e scrittore francese, famoso soprattutto come ritrattista.

## Biografia

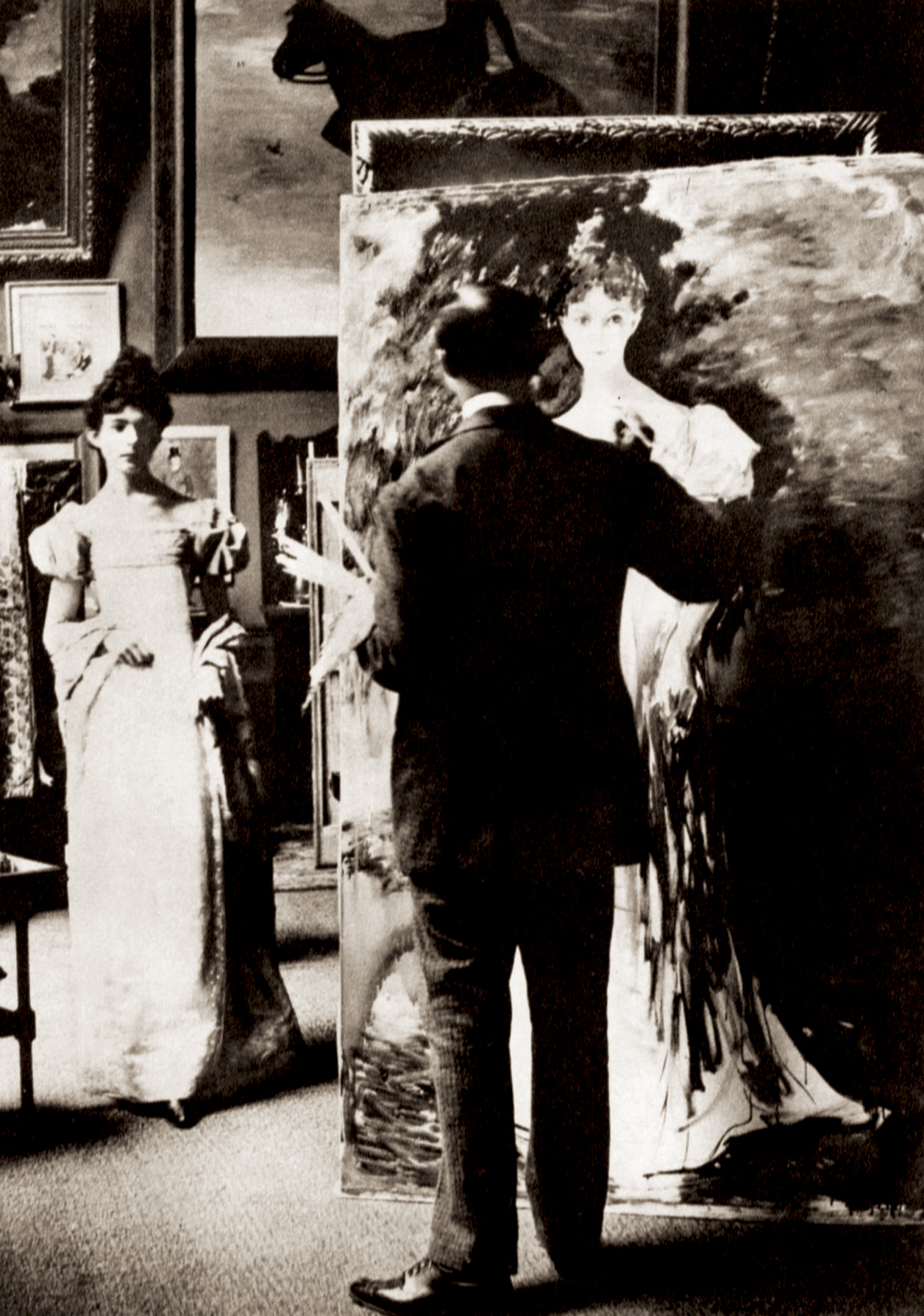
Marie de Hérédia nel suo atelier

Formatosi in un ambiente impressionista, dopo aver ricevuto i primi rudimenti artistici da Henri Gervex, la sua arte complessivamente derivò da un insieme di influenze francesi ed inglesi.
Si avvicinò a Manet per riprenderne i grigi e le luminosità e si mise in evidenza al Salon del 1896 con la Famiglia Thaulow.
Nella fase seguente della carriera limitò la spontaneità impressionista per dedicarsi ad una tecnica personale, pseudo-puntinista, di grande effetto, che utilizzò soprattutto nel ritratto di singola figura. Espanse anche la gamma delle tonalità calde come mostrò nel ritratto di Paul Adam.
Con il dipinto Salone rosa interpretò il tipico gusto di fine secolo, sia per il soggetto sia per la fluidità del tocco.
Grande amico di James Abbott McNeill Whistler e anche di Oscar Wilde anche se in seguito, per via del processo di sodomia a cui fu sottoposto, lo evitò.
Proust a lui dedicò la prefazione della sua opera "Propos de peintre".

## Modelle
Fra le sue numerose modelle ebbe anche Marie de Hérédia, figlia di José Maria de Hérédia. 

## Opere
Fra le sue opere più importanti raffigurano dei ritratti: 
- Ritratto di Marcel Proust, 1892 che si trova al Musée d'Orsay Parigi,
- Ritratto di Pierre Louÿs
- Ritratto di Yvette Guilbert.

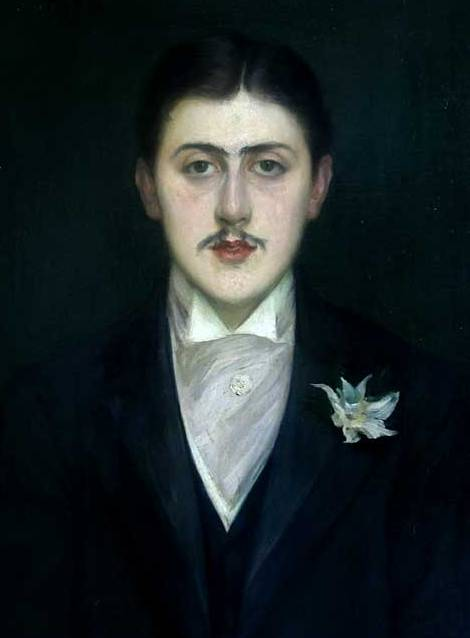
Marcel Proust

- Ritratto di Francis Poictevin (1887), Londra, National Gallery
- Ritratto di André Gide, 1912, museo delle bele arti di Rouen.
- Ritratto di René Crevel, museo Carnavalet di Parigi
- Ritratto del Gruppo dei Sei con Marcelle Meyer
- Ritratto del pittore e amico Patrick Bakker (1910-1932)

### Opere letterarie
Ha scritto anche alcuni romanzi e serie di racconti fra cui:
- Aymeris (1922);
- Propos de peintre (1919), che ebbe la prefazione di Marcel Proust